# Homeomorfismo de grafos
En Teoría de grafos, se dice que dos grafos {\displaystyle G_{1}} y {\displaystyle G_{2}} son homeomorfos si ambos pueden obtenerse a partir de un mismo grafo por una sucesión de subdivisiones elementales de aristas. Suele notarse por {\displaystyle G_{1}\cong _{H}G_{2}}.
Este concepto, de naturaleza combinatoria, está relacionado con el concepto topológico de homeomorfismo: cualquier grafo puede representarse como un espacio topológico en que cada vértice queda representado por un punto distinto y cada arista por un arco homeomorfo con el intervalo [0,1]. Dos grafos son homeomorfos en el sentido de la teoría de grafos si y solo si lo son como espacios topológicos.

## Ejemplo
Todos los grafos ciclo de n vértices son homeomorfos entre sí. Por ejemplo, si se hace una subdivisión elemental de algún vértice de {\displaystyle C_{4}} se obtiene un {\displaystyle C_{5}}. Finalmente, si al {\displaystyle C_{5}} se le aplica nuevamente una subdivisión elemental se logra el {\displaystyle C_{6}}. Como tanto {\displaystyle C_{5}} y {\displaystyle C_{6}} se obtuvieron de {\displaystyle C_{4}} se dice que {\displaystyle C_{5}} es homeomorfo a {\displaystyle C_{6}} y se nota {\displaystyle C_{5}\cong _{H}C_{6}}

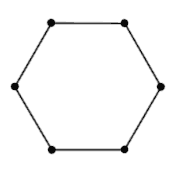

- {\displaystyle C_{4}}
- {\displaystyle C_{5}}
- {\displaystyle C_{6}}

- Datos: Q584521